# 銀帶三尾灰蝶
銀帶三尾灰蝶（學名：Catapaecilma major moltrechti）為灰蝶科三尾灰蝶屬底下的一個種。

## 物種描述
銀帶三尾灰蝶，又稱銀帶三尾灰蝶。雌雄斑紋相異。軀體背呈黑褐色，腹側成白色。前翅翅形接近直角三角形，翅頂尖、外緣、前緣、略呈弧形。後翅近扇形，CuA1、CuA2及1A+2A脈尾端各有一尾突，CuA2尾突最長，CuA1脈及1A+2A脈尾突約略等長。前後翅均於翅脈末端突出使外緣呈波狀。翅背面底色黑褐色，雄蝶上有擴寬之紫色亮紋，1A+2A脈基部有特化鱗構成之灰色眉形性標。雌碟有覆蓋面積較小之淺色藍紋，翅腹面底色成濃淡不均之黃褐色，前、後翅各有由銀色、暗褐色、橙褐色紋組成的破碎線紋及斑駁紋路。CuA2室外端有黑褐色斑點。緣毛於翅脈端呈褐色，其餘部分白色。

## 生物學
幼生期與懸巢舉尾家蟻及建築舉尾家蟻有專性交互作用，幼蟲於蟻巢內之介殼蟲為食。

## 分類學
本種為三尾灰蝶屬下的一個亞種，模式產地為台灣。

## 分布與棲地
臺灣地區分布於本島低、中海拔地區及離島蘭嶼。臺灣以外分布涵蓋東洋區大部分地區。